# درازدامن پاونی
درازدامن پاونی (نام علمی: Pharomachrus pavoninus) نام یک گونه از سرده درازدامن‌ها است.